# Джо Арібо
Джозеф Олувасеї Темітопе Айоделе-Арібо (англ. Joseph Oluwaseyi Temitope Ayodele-Aribo, (нар. 21 липня 1996, Лондон, Велика Британія) — нігерійський і англійський футболіст, півзахисник англійського клубу «Саутгемптон» і збірної Нігерії.

## Клубна кар'єра
У дорослому футболі дебютував 2014 року виступами за команду «Стейнс Таун» із шостого англійського дивізіону, в якій провів один сезон, взявши участь у 22 матчах чемпіонату.
Своєю грою за цю команду привернув увагу представників тренерського штабу на той час друголігового «Чарльтон Атлетик», до складу якого приєднався 2016 року. Відіграв за команду з Лондона наступні три сезони своєї ігрової кар'єри. Граючи у складі «Чарльтон Атлетик» також здебільшого виходив на поле в основному складі команди.
До складу шотландського «Рейнджерс» приєднався 2019 року. У складі цієї команди став чемпіоном Шотландії 2020/21.

## Виступи за збірну
На рівні збірних погодився захщати кольори своєї історичної батьківщини і 10 вересня 2019 року дебютував в офіційних матчах у складі національної збірної Нігерії, вийшовши у стартовому складі команди на товариську гру проти збірної України. Вже на 4-ій хвилині своєї дебютної гри відкрив лік забитим за збірну голам.
У складі збірної був учасником Кубка африканських націй 2021 року, що проходив на початку 2022 року в Камеруні.
| Дата       | Місто      | Господарі                        | Результат | Гості                            | Турнір                                     | Голи | Примітки |
| ---------- | ---------- | -------------------------------- | --------- | -------------------------------- | ------------------------------------------ | ---- | -------- |
| 10-9-2019  | Дніпро     | Україна                          | 2 – 2     | Нігерія                          | товариський матч                           | 1    |          |
| 13-10-2019 | Сінгапур   | Бразилія                         | 1 – 1     | Нігерія                          | товариський матч                           | 1    | 90+4'    |
| 13-11-2019 | Уйо        | Нігерія                          | 2 – 1     | Бенін                            | Відбір до Кубка африканських націй 2021    | -    |          |
| 17-11-2019 | Масеру     | Лесото                           | 2 – 4     | Нігерія                          | Відбір до Кубка африканських націй 2021    | -    | 71'      |
| 13-11-2020 | Бенін-Сіті | Нігерія                          | 4 – 4     | Сьєрра-Леоне                     | Відбір до Кубка африканських націй 2021    | -    |          |
| 17-11-2020 | Фрітаун    | Сьєрра-Леоне                     | 0 – 0     | Нігерія                          | Відбір до Кубка африканських націй 2021    | -    | 84'      |
| 27-3-2021  | Котону     | Бенін                            | 0 – 1     | Нігерія                          | Відбір до Кубка африканських націй 2021    | -    |          |
| 3-9-2021   | Лагос      | Нігерія                          | 2 – 0     | Ліберія                          | Відбір до ЧС 2022                          | -    | 90+2'    |
| 7-10-2021  | Лагос      | Нігерія                          | 0 – 1     | Центральноафриканська Республіка | Відбір до ЧС 2022                          | -    | 79'      |
| 10-10-2021 | Бангі      | Центральноафриканська Республіка | 0 – 2     | Нігерія                          | Відбір до ЧС 2022                          | -    |          |
| 13-11-2021 | Монровія   | Ліберія                          | 0 – 2     | Нігерія                          | Відбір до ЧС 2022                          | -    |          |
| 16-11-2021 | Лагос      | Нігерія                          | 1 – 1     | Кабо-Верде                       | Відбір до ЧС 2022                          | -    | 78'      |
| 11-1-2022  | Гаруа      | Нігерія                          | 1 – 0     | Єгипет                           | Кубок африканських націй 2021 - 1-й етап   | -    |          |
| 15-1-2022  | Гаруа      | Нігерія                          | 3 – 1     | Судан                            | Кубок африканських націй 2021 - 1-й етап   | -    | 57' 65'  |
| 23-1-2022  | Гаруа      | Нігерія                          | 0 – 1     | Туніс                            | Кубок африканських націй 2021 - 1/8 фіналу | -    | 88'      |
| Усього     |            | Матчів                           | 15        |                                  | Голів                                      | 2    |          |

## Титули і досягнення
- Чемпіон Шотландії (1):

«Рейнджерс»: 2020-21
- Володар Кубка Шотландії (1):

«Рейнджерс»: 2021-22